# Prvenstvo Republike Srpske Krajine u nogometu 1992./93.
Prvenstvo Republike Srpske Krajine bila je liga prvog stupnja nogometnog prvenstva Republike Srpske Krajine u sezoni 1992./93. 
  
Sudjelovalo je 59 klubova, a prvak je bila "Banija" iz Gline.
Bilo je to prvo službeno nogometno prvenstvo u povijesti Republike Srpske Krajine. Od ožujka do svibnja 1992. održano je neformalno prvenstvo 11 klubova sjeverne Dalmacije i Like. Prvenstvo je igrano po jednostrukom bod-sistemu, a prvak je bila "Bukovica" iz Kistanja.

## Sustav natjecanja
59 klubova bilo je podijeljeno u 5 regionalnih liga. Pobjednici tih liga sudjelovali su na završnom turniru za prvaka.
Lige su organizirali pet regionalnih saveza Fudbalskog saveza Republike Srpske Krajine: 
- Regionalni fudbalski savez Sjeverna Dalmacija i Lika, sa sjedištem u Kninu
- Regionalni fudbalski savez Banija i Kordun, sa sjedištem u Petrinji
- Regionalni fudbalski savez Zapadna Slavonija, sa sjedištem u Okučanima
- Regionalni fudbalski savez Istočna Slavonija i Zapadni Srem, sa sjedištem u Vukovaru
- Regionalni fudbalski savez Baranja, sa sjedištem u Belom Manastiru

## Tijek natjecanja
Prvenstvo je počelo u rujnu 1992. Tijekom zimske pauze hrvatske snage pokrenule su Operaciju Gusar (Maslenica) kojom je došlo do prekida natjecanja na zapadu Republike Srpske Krajine. Ratna aktivnost smanjila se tek kada je bilo prekasno organizirati proljetni dio natjecanja na zapadu Republike Srpske Krajine, stoga je donesena odluka o održavanju završnog turnira. Sudionici završnog turnira bili su jesenski prvaci triju liga zapadnog dijela Republike Srpske Krajine (lige Sjeverne Dalmacije i Like, lige Banije i Korduna, lige Zapadne Slavonije) i prvaci dviju liga s istoka Republike Srpske Krajine (liga Istočne Slavonije i Zapadnog Srema, liga Baranje) gdje je održan proljetni dio natjecanja pod normalnim okolnostima. Proljetni dio lige Istočne Slavonije i Zapadnog Srema započeo je 15. svibnja 1993. Zadnje kolo igrano je 25. srpnja 1993. Proljetni dio lige Baranje započeo je 6. lipnja 1993., a završio je tijekom početka srpnja 1993.
Vlada Republike Srpske Krajine odlučila je 6. srpnja 1993. da se završni turnir odigra u Banjoj Luci od 18. do 25. srpnja 1993. Dana 20. srpnja Vlada Republike Srpske Krajine odlučila je da se završni turnir odigra od 1. do 6. kolovoza u Glini i Petrinji, nakon što je vrh nogometnog vodstva izrazilo nezadovoljstvo zbog prvotne odluke Vlade.

## Liga Sjeverne Dalmacije i Like
Sudjelovalo je 14 klubova (šest sjevernodalmatinskih, odnosno osam ličkih). Proljetni dio natjecanja nije održan.
| mj. | klub                      | ut. | pob. | ner. | por. | gol+ | gol- | bod |
| --- | ------------------------- | --- | ---- | ---- | ---- | ---- | ---- | --- |
| 1.  | Dinara Knin               | 13  | 11   | 0    | 2    | 33   | 11   | 22  |
| 2.  | Velebit Benkovac          | 13  | 11   | 0    | 2    | 29   | 8    | 22  |
| 3.  | Bukovica Kistanje         | 13  | 9    | 2    | 2    | 32   | 7    | 20  |
| 4.  | Rudar Obrovac             | 13  | 8    | 1    | 4    | 25   | 17   | 17  |
| 5.  | Gračac                    | 13  | 7    | 2    | 4    | 20   | 16   | 16  |
| 6.  | Jedinstvo Donji Lapac     | 13  | 7    | 1    | 5    | 32   | 26   | 15  |
| 7.  | Krbava Udbina             | 13  | 7    | 0    | 6    | 37   | 18   | 14  |
| 8.  | Partizan Plaški           | 13  | 7    | 0    | 6    | 22   | 18   | 14  |
| 9.  | Kričke                    | 13  | 5    | 3    | 5    | 20   | 20   | 13  |
| 10. | Ustanak Srb               | 13  | 5    | 2    | 6    | 26   | 29   | 12  |
| 11. | Partizan Titova Korenica  | 13  | 2    | 2    | 9    | 15   | 28   | 6   |
| 12. | Lika – MOL Teslingrad     | 13  | 3    | 0    | 10   | 14   | 32   | 6   |
| 13. | Plitvice Plitvička Jezera | 13  | 2    | 0    | 11   | 19   | 58   | 4   |
| 14. | Jedinstvo Islam Grčki     | 13  | 0    | 1    | 12   | 1    | 37   | 1   |

- MOL – kratica za Marko Orešković Lika
- Teslingrad – tadašnji naziv za Lički Osik

## Liga Banije i Korduna
Sudjelovalo je 12 klubova (pet banijskih, sedam kordunaških). Proljetni dio natjecanja nije održan.
| mj. | klub                    | ut. | pob. | ner. | por. | gol+ | gol- | bod |
| --- | ----------------------- | --- | ---- | ---- | ---- | ---- | ---- | --- |
| 1.  | Banija Glina            | 11  | 8    | 3    | 0    | 45   | 9    | 19  |
| 2.  | Mladost Petrinja        | 11  | 6    | 4    | 1    | 39   | 10   | 16  |
| 3.  | Petrova gora Vojnić     | 11  | 7    | 2    | 2    | 34   | 9    | 16  |
| 4.  | Kordun Krnjak           | 11  | 4    | 5    | 2    | 19   | 15   | 13  |
| 5.  | Mladost Kostajnica      | 11  | 4    | 4    | 3    | 25   | 14   | 12  |
| 6.  | Mladost Topusko         | 11  | 4    | 4    | 3    | 22   | 12   | 12  |
| 7.  | Vrginmost               | 11  | 4    | 3    | 4    | 25   | 24   | 11  |
| 8.  | PPG Rujevac             | 11  | 3    | 5    | 3    | 13   | 18   | 11  |
| 9.  | Slunj                   | 11  | 3    | 2    | 6    | 25   | 35   | 8   |
| 10. | Jedinstvo Dvor na Uni   | 11  | 2    | 4    | 5    | 20   | 34   | 8   |
| 11. | Budućnost Knežević Kosa | 11  | 1    | 2    | 8    | 20   | 47   | 4   |
| 12. | 6. maj Veljun           | 11  | 0    | 0    | 0    | 7    | 67   | 0   |

- Tijekom početka Domovinskog rata Vrginmost se zvao Jedinstvo Vrginmost
- PPG – kratica za Prva partizanska gimnazija

## Liga Zapadne Slavonije
Sudjelovalo je 8 klubova. Proljetni dio natjecanja nije održan. Papuk je odustao nakon drugog kola. Četiri utakmice izvan konkurencije odigrali su Sloboština Vrbovljani i Gradina Trnakovac.
| mj. | klub                   | ut.                   | pob.                  | ner.                  | por.                  | gol+                  | gol-                  | bod                   |
| --- | ---------------------- | --------------------- | --------------------- | --------------------- | --------------------- | --------------------- | --------------------- | --------------------- |
| 1.  | Begovača Šeovica       | 6                     | 6                     | 0                     | 0                     | 33                    | 8                     | 12                    |
| 2.  | Psunj Okučani          | 6                     | 4                     | 1                     | 1                     | 15                    | 5                     | 9                     |
| 3.  | Veterani Okučani       | 6                     | 3                     | 1                     | 2                     | 13                    | 11                    | 7                     |
| 4.  | Napredak Lađevac       | 6                     | 3                     | 1                     | 2                     | 12                    | 14                    | 7                     |
| 5.  | SRSK Smrtić – Ratkovac | 6                     | 3                     | 0                     | 3                     | 8                     | 13                    | 6                     |
| 6.  | 8. maj Gređani         | 6                     | 2                     | 0                     | 4                     | 6                     | 17                    | 4                     |
| 7.  | Balkan Jasenovac       | 6                     | 0                     | 0                     | 6                     | 2                     | 21                    | 0                     |
| 8.  | Papuk                  | odustao nakon 2. kola | odustao nakon 2. kola | odustao nakon 2. kola | odustao nakon 2. kola | odustao nakon 2. kola | odustao nakon 2. kola | odustao nakon 2. kola |
| 9.  | Sloboština Vrbovljani  | izvan konkurencije    | izvan konkurencije    | izvan konkurencije    | izvan konkurencije    | izvan konkurencije    | izvan konkurencije    | izvan konkurencije    |
| 10. | Gradina Trnakovac      | izvan konkurencije    | izvan konkurencije    | izvan konkurencije    | izvan konkurencije    | izvan konkurencije    | izvan konkurencije    | izvan konkurencije    |

- SRSK – kratica za Smrtićko-ratkovački sportski klub

## Liga Istočne Slavonije i Zapadnog Srema
Sudjelovalo je 15 klubova (9 istočnoslavonskih, 6 zapadnosrijemskih). Postojalo je i drugorazredno natjecanje u kojem su sudjelovali: Kordun Berak, Sloga Pačetin, Hajduk Veljko Tovarnik, Omladinac Tompojevci, Bršadin, Sloboda Petrovac, Obilić Klisa, Dušan Silni Lovas, Mikluševci i Obilić Ostrovo.
| mj. | klub                  | ut. | pob. | ner. | por. | gol+ | gol- | bod |
| --- | --------------------- | --- | ---- | ---- | ---- | ---- | ---- | --- |
| 1.  | Hajduk Mirko Mirkovci | 28  | 20   | 4    | 4    | 72   | 25   | 44  |
| 2.  | Vuteks Vukovar        | 28  | 20   | 3    | 5    | 61   | 19   | 43  |
| 3.  | Vukovar               | 28  | 18   | 3    | 7    | 62   | 34   | 39  |
| 4.  | Sloga Borovo          | 28  | 16   | 3    | 9    | 65   | 30   | 35  |
| 5.  | Borac Bobota          | 28  | 15   | 4    | 9    | 51   | 35   | 34  |
| 6.  | Borovo                | 28  | 12   | 7    | 9    | 57   | 38   | 31  |
| 7.  | Sinđelić Trpinja      | 28  | 13   | 1    | 14   | 45   | 51   | 27  |
| 8.  | Vidor Sremske Laze    | 28  | 9    | 6    | 13   | 42   | 58   | 24  |
| 9.  | Negoslavci            | 28  | 9    | 5    | 14   | 44   | 74   | 23  |
| 10. | Fruškogorac Ilok      | 28  | 7    | 8    | 13   | 57   | 68   | 22  |
| 11. | BSK Bijelo Brdo       | 28  | 9    | 4    | 15   | 39   | 50   | 22  |
| 12. | Dalj                  | 28  | 8    | 6    | 14   | 41   | 65   | 22  |
| 13. | Tenja                 | 28  | 9    | 3    | 16   | 34   | 56   | 21  |
| 14. | Radnički Dalj         | 28  | 5    | 8    | 15   | 36   | 57   | 18  |
| 15. | Sloga Stari Jankovci  | 28  | 6    | 3    | 19   | 37   | 76   | 15  |

- Sremske Laze – tadašnji naziv za Srijemske Laze
- BSK – kratica za Bjelobrdski sportski klub

## Liga Baranje
Sudjelovalo je 10 klubova. Postojalo je i drugorazredno natjecanje u kojem su sudjelovali: Zmaj Zmajevac, Lastavica Grabovac, Partizan Lug, Proleter Novi Čeminac, Sloga Čeminac, Sloboda Duboševica, BSK Branjina, Baranjac Topolje.
| mj. | klub                    | ut. | pob. | ner. | por. | gol+ | gol- | bod |
| --- | ----------------------- | --- | ---- | ---- | ---- | ---- | ---- | --- |
| 1.  | Šparta Beli Manastir    | 18  | 18   | 0    | 0    | 63   | 14   | 36  |
| 2.  | Darda                   | 18  | 9    | 4    | 5    | 40   | 28   | 22  |
| 3.  | Borac Kneževi Vinogradi | 18  | 9    | 2    | 7    | 44   | 42   | 20  |
| 4.  | Bratstvo Jagodnjak      | 18  | 7    | 6    | 5    | 24   | 24   | 20  |
| 5.  | 4. juli Uglješ          | 18  | 8    | 2    | 8    | 40   | 32   | 18  |
| 6.  | Polet Karanac           | 18  | 7    | 2    | 9    | 42   | 48   | 16  |
| 7.  | Belje Kneževo           | 18  | 6    | 3    | 9    | 31   | 39   | 15  |
| 8.  | Mece                    | 18  | 4    | 5    | 9    | 36   | 47   | 13  |
| 9.  | Jovan Lazić Bolman      | 18  | 3    | 5    | 10   | 25   | 43   | 11  |
| 10. | Jadran Šećerana         | 18  | 3    | 3    | 12   | 32   | 60   | 9   |

## Završni turnir

### Sastavi
Banija Glina
- Igrači: Miodrag Jović, Miroslav Jović, Žarko Tambić, Milan Vujasin, Miloš Bjelivuk, Đuro Mraković, Ljubiša Đurić, Dejan Suzić, Milomir Crevar, Simo Tepšić, Đorđe Badrić, Milić Malić, Danko Korkut, Nebojša Vignjević, Zoran Boromisa i Pero Šikanja
- Trener: Milan Mrkalj

Begovača Šeovica
- Igrači: Dolinić, Boro Vuletić, Gelić, Radić, Mađer, Vukadinović, Stojan Lukić, Stanković, Milan Ćosić, Kurušić, Srbljanin, Sudar, Golić i Vukadinović
- Trener: Anđelko Laketić

Dinara Knin
- Igrači: Lazo Ilić, Dragan Tica, Lazo Džepina, Dado Rujak, Željko Janković, Neven Gnjidić, Milivoj Žarković, Savo Đurica, Željko Kurbalija, Radoslav Njegić, Miodrag Veselinović, Arsen Marjan, Neven Karna, Danijel Dobrijević, Dušan Tica, Velibor Mirčetić, Nebojša Ožegović, Sretko Injac, Milan Vukašin i Valerij Šumaruna
- Trener: Marko Galić

Hajduk Mirko Mirkovci
- Igrači: Dragan Nedinić, Nebojša Kavić, Boško Čavić, Žarko Mlađen, Nedeljko Slovaković, Damir Škampić, Ristić, Rakić, Predrag Pribičević, Milan Knežević, Živadinović, Stojanović, Mika Čavrić, Saša Lešić, Nenad Živković, Miloš Milinović i Ilija Belić
- Trener: Jovo Krmar

Šparta Beli Manastir
- Igrači: Slaven Bilić, Kutlić, Lapac, Dragan Strajnić, Srećko Bandov, Živanović, Laco, Velibor Lončar, Zlatko Novak, Boro Livazović, Daničić, Goran Levačić, Dragan Umičević i Zoran Glumac
- Trener: Andrija Urukalo

### Rezultati
1. kolo
Obje utakmice odigrane su 1. kolovoza 1993. u Glini.
- Banija Glina – Šparta Beli Manastir 1:1
- Hajduk Mirko Mirkovci – Begovača Šeovica 1:1

2. kolo
Obje utakmice odigrane su 2. kolovoza 1993. Prva utakmica igrana je u Petrinji, a druga u Glini.
- Banija Glina – Hajduk Mirko Mirkovci 0:0
- Dinara Knin – Begovača Šeovica 2:0

3. kolo
Obje utakmice odigrane su 3. kolovoza 1993. Prva utakmica igrana je u Petrinji, a druga u Glini.
- Šparta Beli Manastir – Hajduk Mirko Mirkovci 0:0
- Banija Glina – Dinara Knin 3:0 (dodijeljeno, igrači Dinare napustili su teren pri rezultatu 2:0 zbog suđenja)

4. kolo
Obje utakmice odigrane su 5. kolovoza 1993.
- Banija Glina – Begovača Šeovica 2:1
- Šparta Beli Manastir – Dinara Knin 2:1

5. kolo
Obje utakmice odigrane su 6. kolovoza 1993.
- Dinara Knin – Hajduk Mirko Mirkovci 2:1
- Šparta Beli Manastir – Begovača Šeovica 2:0

Nagradu za najboljeg igrača osvojio je Velibor Lončar (Šparta Beli Manastir), a nagradu za najboljeg golmana Dragan Nadinić (Hajduk Mirko Mirkovci).

### Ljestvice
| mj. | klub                  | ut. | pob. | ner. | por. | gol+ | gol- | bod |
| --- | --------------------- | --- | ---- | ---- | ---- | ---- | ---- | --- |
| 1.  | Banija Glina          | 4   | 2    | 2    | 0    | 6    | 2    | 6   |
| 2.  | Šparta Beli Manastir  | 4   | 2    | 2    | 0    | 5    | 2    | 6   |
| 3.  | Dinara Knin           | 4   | 2    | 0    | 2    | 5    | 6    | 4   |
| 4.  | Hajduk Mirko Mirkovci | 4   | 0    | 3    | 1    | 2    | 3    | 3   |
| 5.  | Begovača Šeovica      | 4   | 0    | 1    | 3    | 2    | 7    | 1   |